# Dendrocoelopsis
Dendrocoelopsis és un gènere de triclàdide dendrocèlid que habita l'aigua dolça d'Europa, Amèrica del Nord i Àsia.

## Morfologia
Els Dendrocoelopsis es caracteritzen per presentar un penis amb una papil·la ben desenvolupada i el bulb penià és de construcció ordinària, no està constituït per dues capes musculars separades per una capa glandular. D'altra banda, els oviductes s'uneixen en un conducte terminal comú sense abraçar la base del canal de la bursa. No presenten adenodàctils.
Les espècies de Dendrocoelopsis presenten totes les transicions entre òrgans adhesius molt desenvolupats i l'absència d'aquests òrgans a l'extrem anterior del cos. La zona testicular pot acabar al nivell de l'aparell copulador o bé estendre's fins a l'extrem de la cua. Moltes espècies presenten diversos ulls mentre d'altres només tenen dos ulls o són cegues.

## Taxonomia
- D. alaskensis
- D. americana
- D. beauchampi
- D. bessoni
- D. brementi
- D. chattoni
- D. ezensis
- D. hyamanae
- D. ichikawai
- D. kishidae
- D. lactea
- D. oculata
- D. piriformis
- D. sinensis
- D. spinosipenis
- D. siufenhensis
- D. vaginata
- D. vandeli